# João (filho de Domencíolo)
João (em latim: Ioannis) foi um oficial bizantino do século VI, ativo no reinado dos imperadores Justiniano (r. 527–565) e Justino II (r. 565–578). Foi ativo no Oriente, atuando como embaixador ao Império Sassânida e mediando o conflito eclesiástico de seu tempo envolvendo os monofisistas. Por seus alegados fracassos como embaixador, foi repreendido por Justino, mas logo foi perdoado e continuou ativo.

## Vida

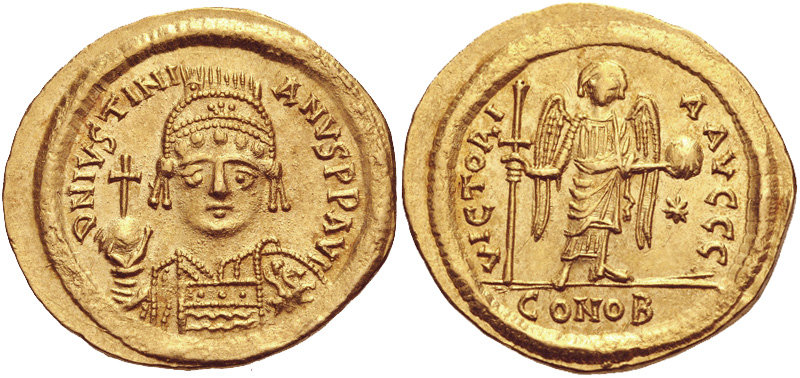
Soldo de Justiniano r.

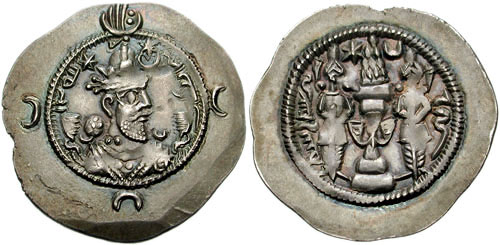
Dracma de r.

João era filho de Domencíolo. Foi citado pela primeira vez em 562, quando serviu como oficial financeiro em Constantinopla, talvez um dos numerários responsáveis pelo escrínio da prefeitura pretoriana. Em novembro, ao tomar ciência através de Ablávio de uma conspiração para assassinar Justiniano, informou-o. No início de 567 (março?), quando aparentemente era patrício, foi enviado à Pérsia por Justino numa embaixada para anunciar sua ascensão, entregar os presentes costumeiros ao xá Cosroes I (r. 531–579) e discretamente tratar da questão da Suânia, no Cáucaso. Também recebeu ordens de abrir conversas com monofisistas no Oriente de modo a promover a paz e unidade na Igreja. Segundo Miguel, o Sírio, também reuniu-se com a imperatriz Sofia na presença do bispo edesseno Jacó Baradeu para procurar a paz na Igreja, enquanto o imperador considerou enviar João do Éfeso também.
Dentro os oficiais que o acompanharam estava Timóteo. De Constantinopla, João viajou para Dara, passando no caminho em várias cidades com tempo suficiente para atender às ordens de Justino. Encontrou-se com grande número de monofisistas em Calínico que questionaram-no acerca da perseguição por eles sofrida, bem como com Jacó Baradeu, a quem anunciou que se encontrariam em Dara após seu retorno da Pérsia. Em Dara, envolveu-se com a construção de um aqueduto e seus reservatórios, dentre outras coisas, enquanto esperou por 10 dias o festival zoroastrista de Fravardigã ser concluído em Nísibis, período durante o qual não poderia ser recebido. Ao chegar em Nísibis, foi enviado com toda honra ao palácio de Cosroes em Ctesifonte. Durante sua audiência com o xá, rejeitou a ideia de pagar subsídios aos sarracenos e levantou a questão da Suânia, mas foi levado a consultar o rei de Suânia, que recusou-se a unir-se aos bizantinos, o que fortaleceu as reivindicações persas.

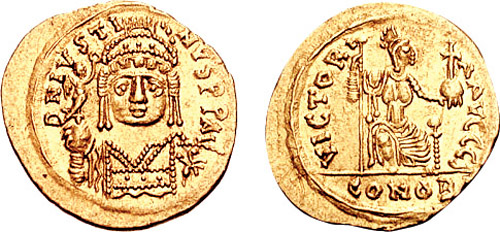
soldo de r.

Depois disso, retornou para Constantinopla. No caminho, encontrou-se novamente com os monofisistas em Dara e Calínico, onde uma grande reunião ocorreu. Os monofisistas confrontaram-se e, após todas as tentativas de persuadi-los a resolver suas diferenças falharem, João voltou à capital para informar o imperador que abandonou seus esforços de conciliação e recomeçou a perseguição. Ao retornar, João foi acusado pelo imperador de falhar em seu dever como embaixador; uma carta dele foi enviada por Justino ao esperado embaixador persa informando-lhe da rejeição pelo imperador das propostas sobre a Suânia e João foi aliviado de todas as demais responsabilidades em matéria de incompetência. Pouco depois naquele ano, antes da embaixada de Mebodes, João faleceu.  Segundo Menandro Protetor, João nunca aprendeu as artes da retórica e da persuasão.